# 携帯気象計
携帯気象計（けいたいきしょうけい）は、陸上自衛隊の装備。現在の主流は1-3型。普通科、化学科、特科など幅広く配備される。除染、発煙など気象条件に影響を受ける活動において気象観測のために使用される装備。

## 諸元・性能
- 重量：4.5kg
- 測定範囲
  - 風向：16方位
  - 風速：1~20m/s
  - 温度：-40℃~50℃
  - 湿度：0~100%
  - 気圧：590~1040mb

## 構成
- 風向風速計セット
- 吹流しセット
- 温度計
- 湿度計セット
- 気圧計

## 特徴
気象の影響を直接受ける活動で、局地的な気象観測に使用される装備。
主に発煙機2型などの発煙器材、除染車などの除染器材が配備されている部隊に配備され、民生協力なども行っている。

## 製作
いすゞ製作所